# Bluberd
Bluberd – czwarty album zespołu Golden Life wydany w 13 stycznia 1997 roku, nakładem wytwórni BMG Poland / Zic Zac.

## Lista utworó
1. Helikopter (w głowie) - 3:14
2. Zabójcza i niebezpieczna - 4:01
3. Kamień i serce - 4:18
4. Koen - 3:58
5. Jak Bóg, jak wróg, jak pies - 3:36
6. Life - 3:47
7. Dobra, dobra, dobra - 2:51
8. Do przodu - 3:32
9. Crazy Nina - 3:22
10. Coccinelle - 3:58
11. Myśl jak duch - 2:34
12. Z Faustem w tle - 3:32
13. Confiteo - 4:55